# Agustín Lhardy Garrigues

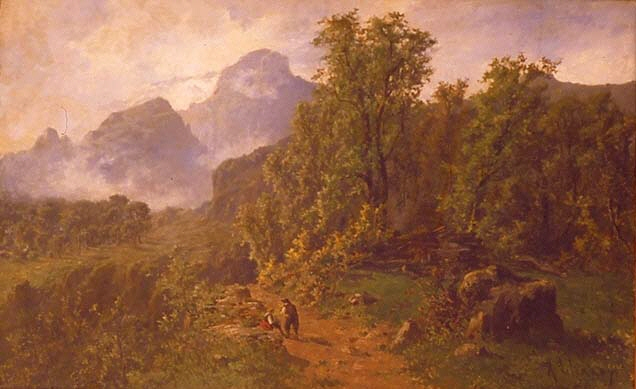
Paisatge dels Pirineus (1877), Museu d'Art Jaume Morera, dipòsit del Museo Nacional del Prado.

Agustín Lhardy Garrigues (Madrid, 20 d'agost de 1847 - 3 d'abril de 1918) va ser un pintor paisatgista i cuiner propietari del restaurant Lhardy situat a Madrid. Va ser alumne del pintor Carlos de Haes que va influir notablement en la seva carrera pictòrica posterior. Com gastrònom i cuiner va tenir una gran tasca continuadora del seu pare, divulgador i promotor de la  gastronomia madrilenya.

## Biografia
Va ser el fill primogènit d'Emilio Huguenin Lhardy, un francès assentat a Madrid i conegut per haver estat el fundador del restaurant Lhardy l'any 1839. Batejat a l'Església de Sant Sebastià. Durant la seva infantesa va ser educat a França. Ja en la seva adolescència va tornar a Madrid i va estudiar a l'Escola Especial de Pintura Escultura i Gravat a les ordres de Carlos de Haes. Aquest paisatgista va influenciar molt a Agustín. Agustí fa la seva primera aparició pública a l'exposició de l'Argenteria de Martínez el 1874. A partir d'aquesta aparició torna a exposar en tantes ocasions com li és possible i amb això aconsegueix fer-se un nom. El segle XX comença amb la gestió d'Agustín Lhardy a càrrec del restaurant i comença a destacar com gastrònom conegut de l'època, compaginant aquestes tasques amb les de pintor.